# Starogard Gdański
Starogard Gdański ([sta'rɔgard 'gdaj̃skʲi]ⓘ) es una ciudad de Polonia localizada en la parte norte del país. Starogard Gdański es la capital del condado de Starogard Gdański, en el voivodato de Pomerania.

## Galería

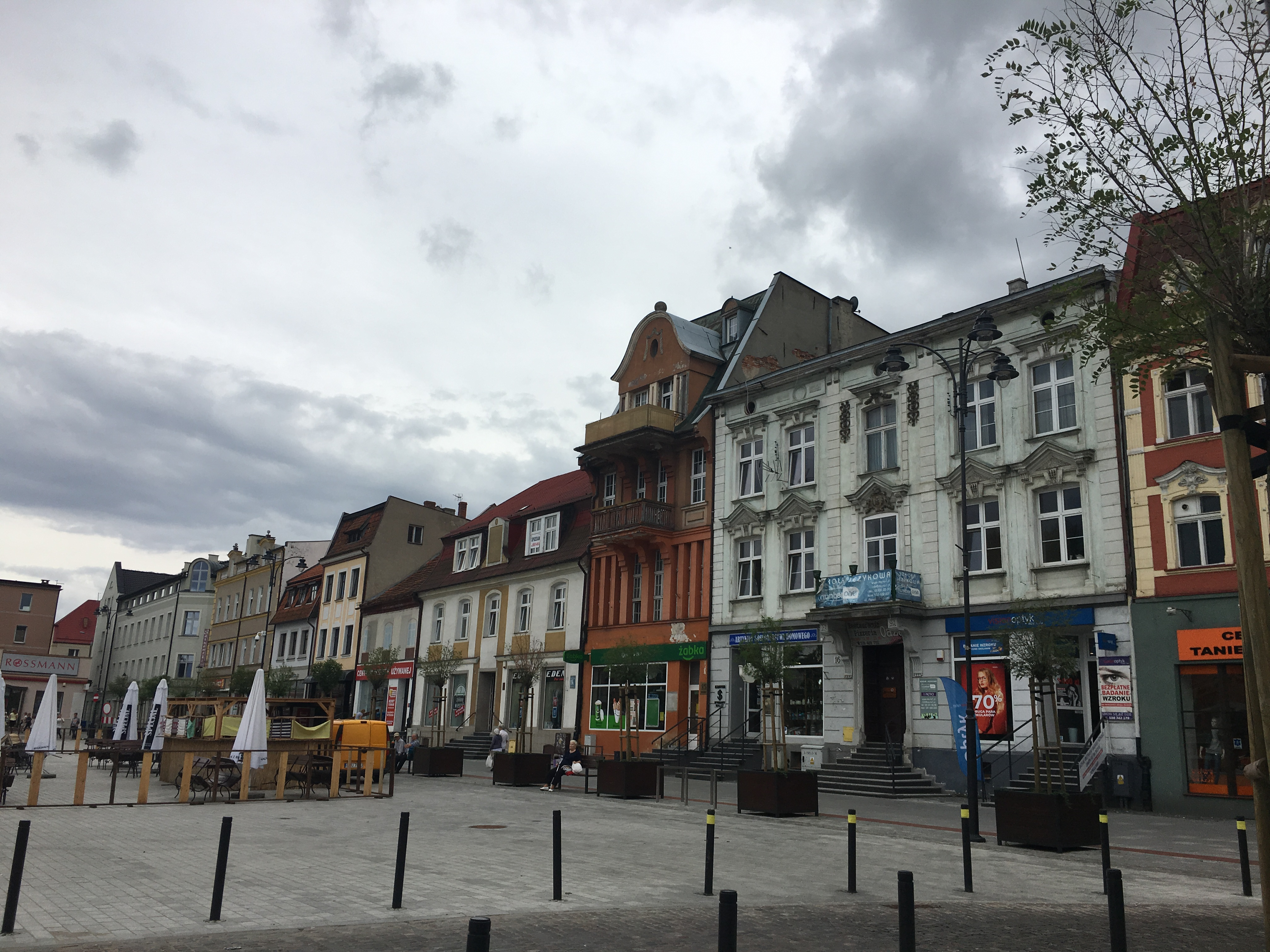
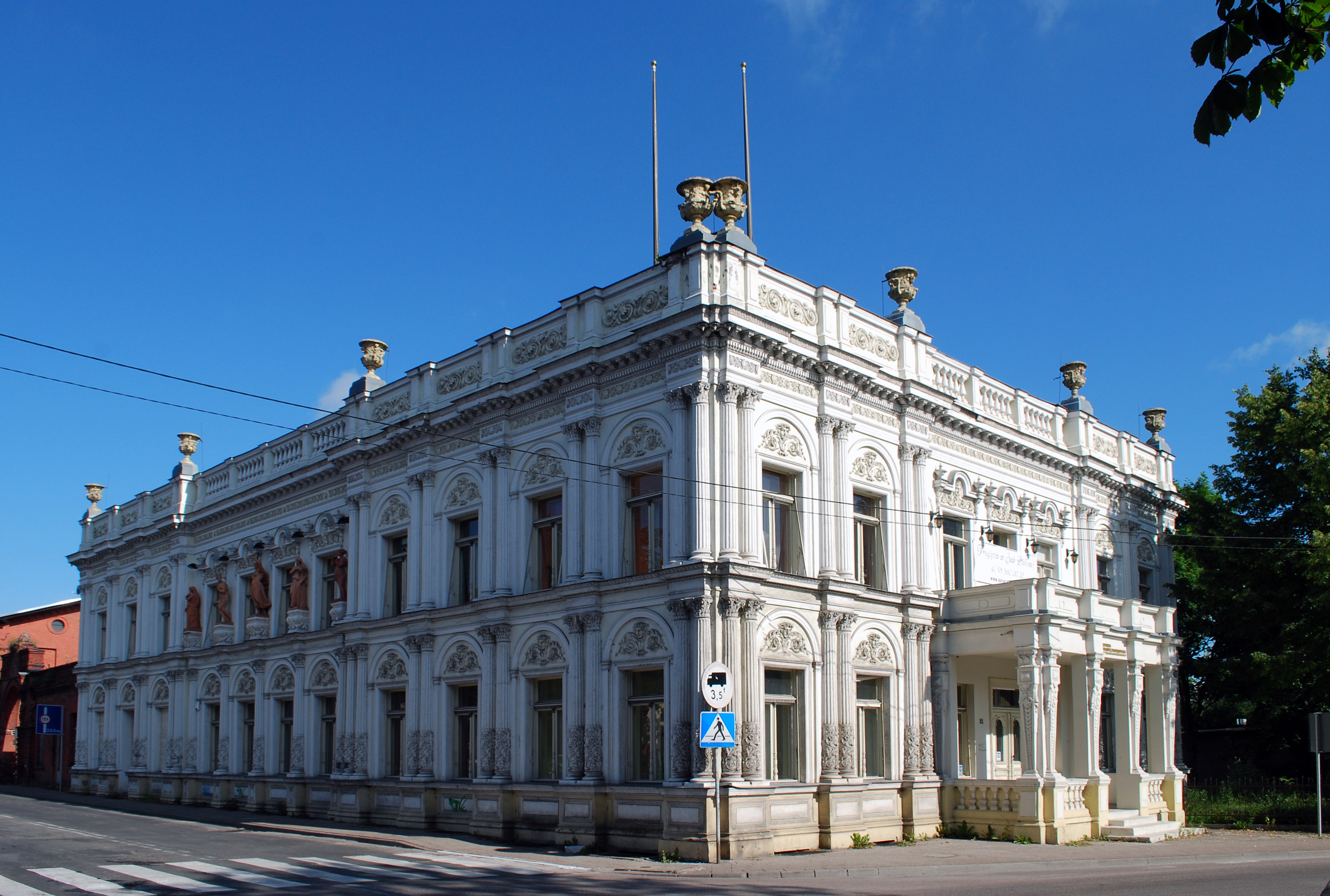
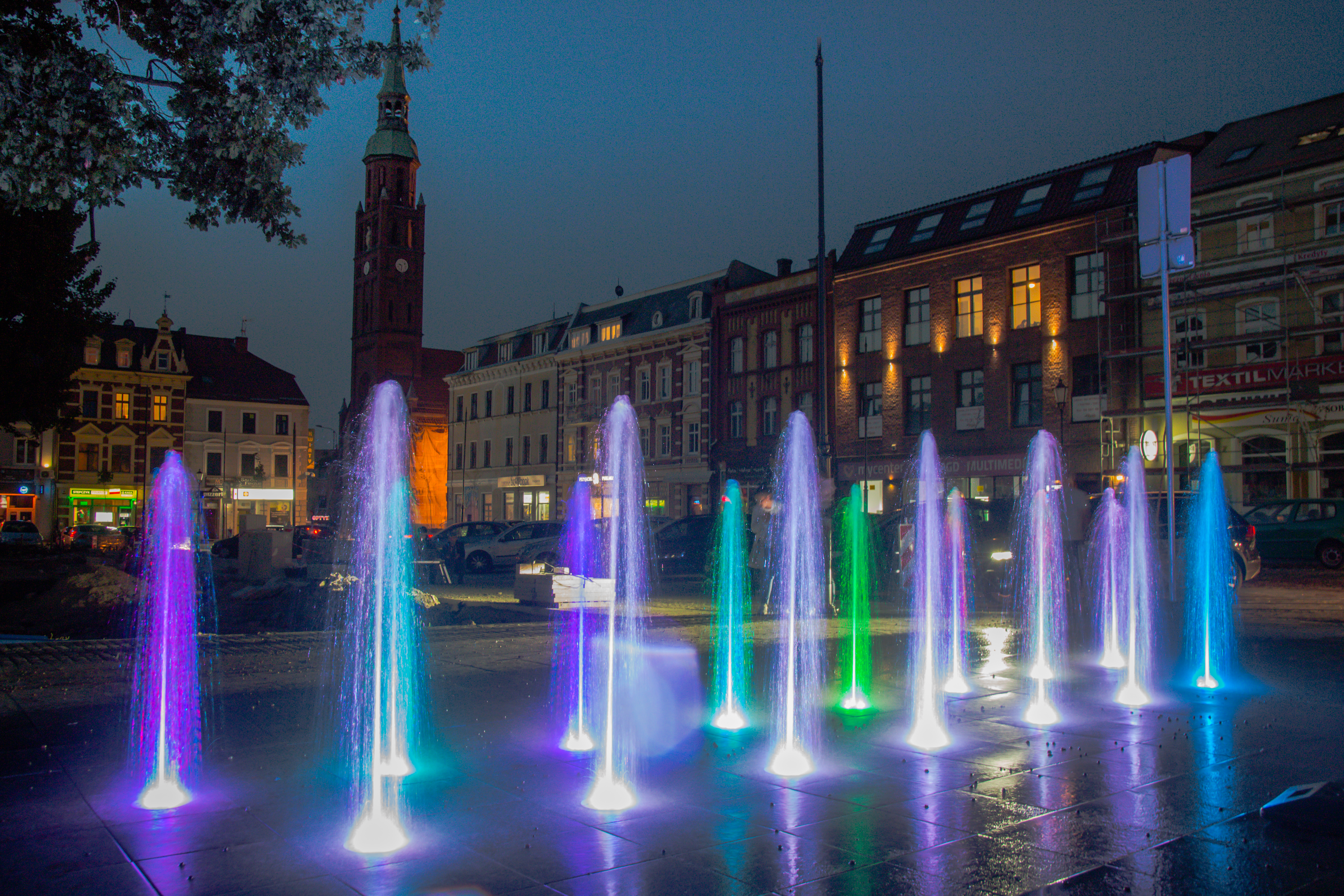
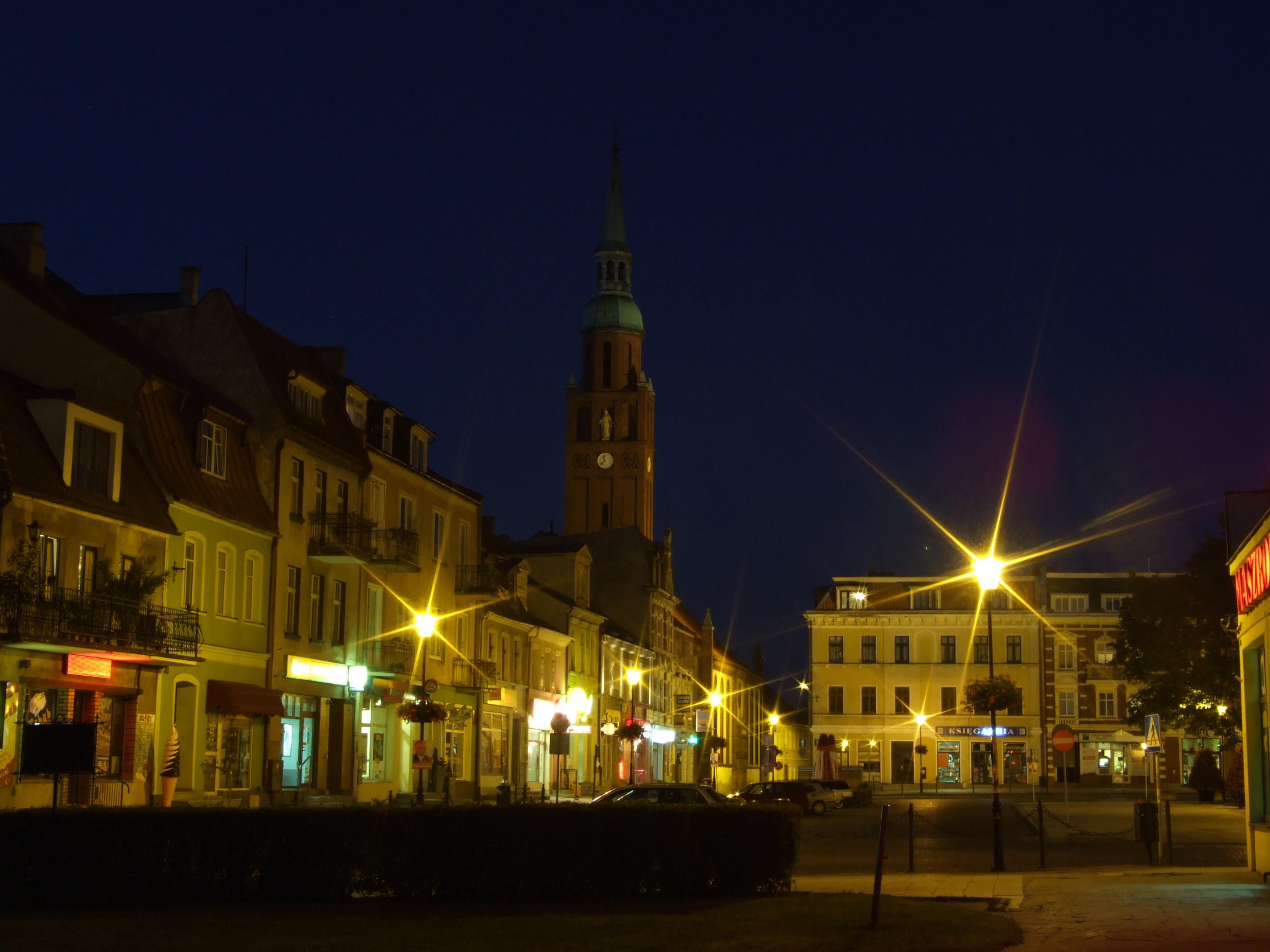
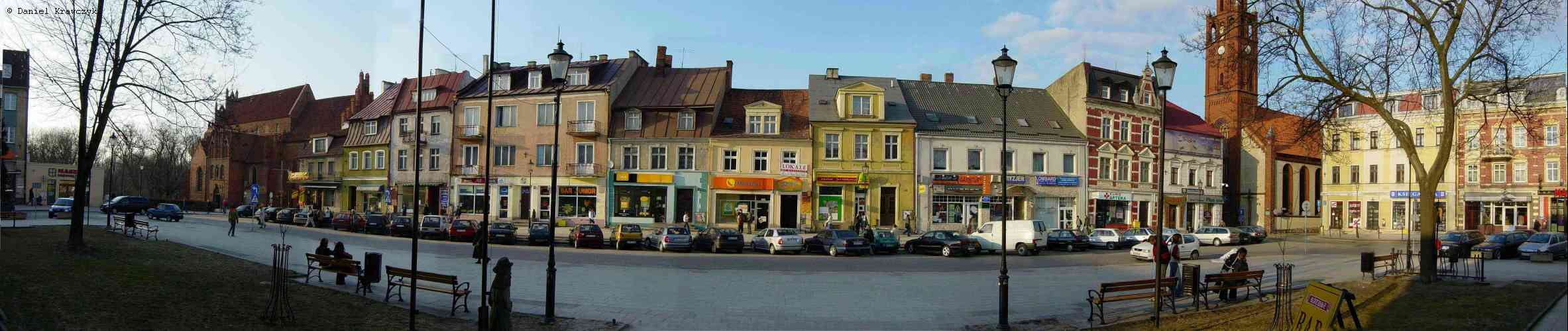

## Demografía
| Gráfica de evolución de Starogard Gdański entre 1772 y 2020 |
|                                                             |